# Lycosa coelestis
Espèce
Synonymes
- Tarentula sepia Dönitz & Strand, 1906
- Lycosa subcoelestis Fox, 1935
- Lycosa auribrachialis Schenkel, 1936

Lycosa coelestis est une espèce d'araignées aranéomorphes de la famille des Lycosidae.

## Distribution
Cette espèce se rencontre au Japon, en Corée du Sud à Taïwan et en Chine au Zhejiang, au Fujian, au Jiangxi, au Hubei, au Hunan, au Sichuan, à Chongqing et au Yunnan,.

## Description
Les mâles mesurent de 11 à 12 mm et les femelles de 13 à 15 mm.

## Publication originale
- L. Koch, 1878 : Die Arachniden Australiens. Nürnberg, vol. 1, p. 969-1044 (texte intégral).